# Razoumnik Ivanov-Razoumnik
Razoumnik Vassilievich Ivanov-Razoumnik (russe : Разумник Васильевич Иванов-Разумник) de son nom de naissance Ivanov, né le 12 décembre 1878 (24 décembre dans le calendrier grégorien) à Tbilissi et mort le 9 juillet 1946 à Munich est un philologue, critique littéraire, sociologue et écrivain russe et soviétique.

## Biographie
Razoumnik Ivanov-Razoumnik naît à Tbilissi, dans une famille de la noblesse de cour sans ressources. Il fait ses études au Lycée n° 1 de Saint-Pétersbourg, puis à la faculté de mathématique de l'Université impériale de Saint-Pétersbourg. Il est arrêté en 1901 pour avoir pris part à des manifestations d'étudiants, et expulsé de Saint-Petersbourg en 1902 à Simferopol.
Il commence à publier en 1904 dans la revue La Pensée russe, avec un article sur Nikolaï Mikhaïlovski. Il écrit ensuite dans La richesse russe («Русском богатстве»), Les Nouvelles russes et d'autres revues. Son Histoire de la pensée sociale russe («История русской общественной мысли»), parue en 1906 en deux tomes, lui apporte la notoriété et une audience dans les milieux littéraires. Il est alors proche des socialistes révolutionnaires, et à partir de 1917 du parti socialiste-révolutionnaire de gauche. Entre 1912 et 1914, il est le responsable des pages historiques et littéraires de leur revue, Préceptes.  
En 1917 et 1918, Razoumnik Ivanov-Razoumnik édite avec Andreï Biély et Sergueï Mstislavski (ru) l'almanach Les Scythes (« Скифы »). Il est le fondateur et le théoricien du groupe éponyme, marqué par son inspiration slavophile et populiste. Liés aux populistes et aux socialistes révolutionnaires sur le plan politique, aux symbolistes et aux modernistes sur le plan littéraire, ils interprétèrent la révolution d'Octobre comme une révolte des masses, principalement paysannes, dont la soif de justice sociale avait transformé une révolution bourgeoise en un mouvement socialiste en symbiose avec l'esprit national russe. 
Ivanov-Razoumnik fait alors l'éloge de « notre première avant-garde de poètes du peuple, Sergueï Essénine, Piotr Orechine et particulièrement Nikolaï Kliouïev, qui ont évité tant les dangers du chauvinisme que la frénésie révolutionnaire » et dont la voix avait retenti dans le « grondement de tonnerre » de la révolution d'octobre, contre tous les « philistins de la petite bourgeoisie et du socialisme ». 
Le poème Les douze d'Alexandre Blok, proche également d'Ivanov-Razoumnik, et dont il rassemblera plus tard l'œuvre, est un des manifestes de ce courant. Il fut pour la première publié dans l'Etendard du travail («Знамя труда»), journal des socialistes révolutionnaires de gauche, dont Ivanov-Razoumnik est un des éditeurs, comme il est celui de la page littéraire d'un autre journal révolutionnaire, La cause du peuple («Дело народа»).  
De 1919 à 1924, Ivanov-Razoumnik est l'un des dirigeants, avec le titre de camarade-président, de la Volfila (association de philosophie libre) (ru), créée dans un but « de recherche et de création culturelle inspirées par les thèmes de la philosophie et du socialisme ».
À partir de 1919 il est arrêté à plusieurs reprises comme inspirateur idéologique des narodniki, mais après de courts séjours en prison, il est libéré. En 1933 il est à nouveau arrêté et envoyé en Sibérie comme élément antisoviétique. Il vit d'abord en exil à Novossibirsk, puis à Saratov, dans la pauvreté, sans travail stable. En mars 1936 son exil est levé, et il s'installe dans la ville de Kachira, dans l'oblast de Moscou, puis dans la ville de Pouchkine près de Leningrad. Il est arrêté une dernière fois en septembre 1937, et accusé d'agitation contrerévolutionnaire. En juin 1939, pendant une période de libéralisation de courte de durée, il est libéré de prison par le NKVD, après un classement sans suite.   
En septembre 1941, Ivanov-Razoumnik se trouve être dans le territoire soviétique occupé par les allemands. Après avoir pris Pouchkine, ceux-ci le déportent avec sa femme en province de Prusse-Orientale, où il est interné jusqu'à l'été 1943 dans un camp de travail près de Gdańsk. Il est libéré en août 1943 et vit en Lituanie. Il fuit vers l'ouest pendant l'été 1944 avec les armées allemandes en retraite. Après la fin de la seconde guerre mondiale, il se trouve en Allemagne, dans la zone occupée soviétique mais évite une rapatriation forcée en URSS. Il vit ensuite dans la ville de Ratisbonne en Bavière, et déménage ensuite à Munich. Il écrit les souvenirs de sa vie depuis 1917, Prisons et exils («Тюрьмы и ссылки») et un livre sûr les écrivains de la Russie soviétique, Destins d'écrivains («Писательские судьбы»).    
Ivanov-Razoumnik est mort à Munich le 9 juillet 1946.

## Œuvre et pensée
Ivanov-Razoumnik expose dès son premier livre l'ensemble de ses convictions philosophiques et de ses méthodes critiques. Son système philosophique est le subjectivisme immanent, à partir duquel il analyse l'histoire de la pensée sociale russe. Selon la chronologie qu'il établit, la théorie mystique du progrès domina dans les années 1820 - 1830, puis le positivisme dans les années 1840, ensuite le subjectivisme immanent d'Alexandre Herzen dans les années 1850, dont la vulgarisation se fit dans les années 1860, avec l'utilitarisme et le nihilisme, et la maturité dans les années 1870 avec Voukol Lavrov (ru) et Nikolaï Mikhaïlovski, puis la renaissance de la théorie positive du progrès, atteignant son apogée dans le marxisme russe des années 1890, suivie d'un retour de la théorie mystique du progrès, dans les années 1900, et de celui du subjectivisme immanent ensuite. 
La négation de la rationalité objective et d'une approche matérialiste de la vie, l'affirmation d'une rationalité subjective et la conviction que la personne humaine est un but subjectif, c'est-à-dire le but en soi, sont au fondement de son œuvre. Le but de la vie est dans le présent, dans la réalisation de la plénitude de l'être, dans  l'incorporation dans sa propre vie de valeurs comme la sensation vraie, la beauté vraie, la justice vraie et l'instinct vrai. Du désir d'une plénitude de l'être découle un une relation active à la vie. Se soulevant contre l'interprétation négative du concept de « méthode subjective », Ivanov-Razoumnik considère que « le subjectivisme n'est pas une méthode ou un procédé, mais une doctrine, une vision sociologique complète et précise, non seulement sociologique, mais également épistémologique, psychologique et éthique ; le subjectivisme est un individualisme éthique et sociologique ». Et, par ailleurs, il écrit que « la vision du monde du subjectivisme immanent est alerte, active, pratique, elle saisit le sens de la vie de l'individu et de l'humanité »,.    
Ivanov-Razoumnik transpose sa vision philosophique et sociologique dans ses travaux d'historien de la littérature russe et de critique. L'histoire de la pensée sociale russe est une histoire de l'intelligentsia en lutte contre la bourgeoisie. Il fait la description suivante de ces deux adversaires :    

« En définissant de la façon la plus large possible la nature éthique de la bourgeoisie, nous dirons que la bourgeoisie, c'est l'étroitesse, la superficialité et l'impersonnalité, l'étroitesse de la forme, la superficialité du contenu et l'impersonnalité de l'esprit ; autrement dit, n'ayant pas un contenu précis en elle, la bourgeoisie se caractérise par une relation précise avec tout contenu ; elle fait de ce qui est le plus profond du superficiel, de ce qui est le plus large de l'étroit, de ce qui est le plus distinctement personnel et brillant, de l'impersonnel et du terne.... La bourgeoisie, c'est la banalité, son credo et son aspiration la plus intime, c'est "d'être comme tous" ; la bourgeoisie en tant que groupe social est pour cela cette "médiocrité dans l'unité" qui partout et toujours est le ciment de ce groupe impersonnel qui domine la vie »

« L'intelligentsia est sur le plan éthique antibourgeoise, et sociologiquement un groupe en dehors des ordres, des classes et des héritages. Elle se caractérise par la création de nouvelles formes et de nouveaux idéaux et par leur introduction active dans la vie, dans le but d'une libération physique et intellectuelle, sociale et individuelle, de l'homme »

La lutte engagée par l'intelligentsia au nom de individualisme éthique, se distinguant de l'ultra-individualisme et de l'anti-individualisme est selon Ivanov-Razoumnik la matière de l'histoire de la pensée sociale russe, de la littérature russe et de sa propre histoire.    
Ivanov-Razoumnik a écrit une série d'articles et de livres sur l'histoire de la littérature russe, notamment sur Alexandre Herzen, Vissarion Belinsk, Léon Tolstoi, Alexandre Pouchkine, Andreï Biely, Alexandre Blok, Alexandre Kouprine, Fiodor Sologoub et d'autres. Il a rassemblé les œuvres complètes d'Alexandre Blok entre 1932 et 1936.

## Principaux ouvrages
- (ru) О смысле жизни [« Sur le sens de la vie »], Saint-Pétersbourg,‎ 1910
- (ru) История русской общественной мысли. Индивидуализм и мещанство в русской литературе и жизни XIX в [« Histoire de la pensée sociale russe. Individualisme et bourgeoisie dans la littérature et la vie russe du XIXème siècle »], t. 1, Saint-Pétersbourg,‎ 1911 (lire en ligne)
- (ru) История русской общественной мысли. Индивидуализм и мещанство в русской литературе и жизни XIX в [« Histoire de la pensée sociale russe. Individualisme et bourgeoisie dans la littérature et la vie russe du XIXème siècle »], t. 2, Saint-Pétersbourg,‎ 1911 (lire en ligne)
- (ru) Лев Толстой [« Léon Tolstoï »], Saint-Pétersbourg,‎ 1912, 172 p.
- (ru) А. Блок. А. Белый [« A. Blok. A. Biely »], Petrograd, Алконост,‎ 1919, 180 p.
- (ru) Русская литература ХХ в [« Littérature russe du XXe siècle »], Petrograd,‎ 1920
- (ru) Творчество и критика [« Création et critique »], Petrograd,‎ 1922
- (ru) Владимир Маяковский. (Мистерия или Буфф) [« Vladimir Maïakovsky (Mystère ou bouffonnerie) »], Berlin, Скифы,‎ 1922
- (ru) Книга о Белинском. [« Livre sur Belinski »], Petrograd, Мысль,‎ 1923, 274 p.
- (ru) Перед грозой. 1916—1917 годы [« Avant l'orage »], Petrograd, Мысль,‎ 1923, 136 p. (lire en ligne)
- (ru) Вершины [« Sommets »], Petrograd,‎ 1923, 274 p.
- (ru) М. Е. Салтыков-Щедрин. Жизнь и творчество [« M. E. Saltykov-Cherdine. Vie et œuvre »], t. 1, Moscou, Федерация,‎ 1930
- (en) The Memoirs of Ivanov-Razumnik  (préf. G. Jankovsky), Oxford, Oxford University Press, 1965, 374 p.

### Liens
- (ru) Борис Парамонов (Boris Paramonov), « Русский европеец Иванов-Разумник » [« Ivanov-Rasoumnik, un Européen russe »], sur Радио Свобода,‎ 21 septembre 2017 (consulté le 16 juin 2017)
- (ru) Энциклопедия Царского Села (Encyclopédie de Tsarskoïe Selo), « Иванов Разумник Васильевич (1878 - 1946) » [« Ivanov Razoumnik Vassilievith (1878 - 1946) »], sur tsarselo.ru,‎ 2017 (consulté le 14 juin 2017)
- (ru) « Иванов-Разумник Р. В.: Собрание сочинений » [« Ivanov-Razoumnik : recueil des œuvres (bibliographie et liens) »], sur Lib.Ru/Классика:,‎ 3 octobre 2013 (consulté le 15 juin 2017)
- (ru) « Иванов-Разумник Р. В.: биографическая справка » [« Ivanov-Razoumnik : information biographiques »], sur Lib.Ru/Классика:,‎ 10 avril 2012 (consulté le 15 juin 2017)
- (ru) М. Добрынин (M. Dobryne), « Иванов-Разумник - Очерк из Литературной энциклопедии (1930) » [« Ivanov-Razoumnik - Aperçu de l'encyclopédie littéraire (1930) »], sur Lib.Ru/Классика:,‎ 27 janvier 2009 (consulté le 15 juin 2017)